# Dougoufié
Dougoufié è un comune rurale del Mali facente parte del circondario di Barouéli, nella regione di Ségou.
Il comune è composto da 15 nuclei abitati:
- Damianbougou
- Doufé-Wéré
- Dougoufié
- Fansongo
- Fansongo-Wéré
- Kenié-Bamana Kanga
- Kenié-Marka
- Kénié-Sofa
- Kodalala-Wéré
- Koulenzé
- Magnabougou
- Nioron-Wéré
- Ouromana
- Ouoromanabougou
- Yacouba-Wéré